# Lac de Cavedine
Le lac de Cavedine se situe dans la province autonome de Trente, en Italie, à environ 15 kilomètres au nord du lac de Garde, sur le territoire des communes de Cavedine et de Dro, à 241 mètres d'altitude. 

## Géographie
À l’ouest se trouve le groupe montagneux Brento Casale, à l’est le groupe Monte Bondone. Le lac de Cavedine constitue la limite nord du glissement de terrain de la Marocche di Dro. La rive ouest est naturelle, en partie escarpée et densément envahie par la végétation, tandis que la rive est aménagée de façon touristique et est comprend la Strada provinciale no 214.
Sur la rive nord, se trouve une zone d’agriculture intensive caractérisée notamment par la culture de fruits et de vin. 
Sur la rive nord se trouvent également le flux entrant et sortant du lac de Cavedine. L’affluent, la Rimone Nuovo, forme en même temps l’émissaire de deux lacs au nord, Toblino et Massenza. L'émissaire est le Rimone Vecchio, qui coule au sud de Pietramurata dans la rivière Sarca. 
L'eau du lac de Cavedine est utilisée pour la production d'électricité. C'est pourquoi le lac n'est que partiellement adapté à la baignade. L'eau est trouble et la profondeur de vision déterminée avec le disque Secchi est de 2,85 mètres.

## Formation
Le lac a été formé par le glissement de terrain de Marocche, qui s'est détaché de Monte Brento à plusieurs intervalles de temps. Les glissements les plus anciens peuvent être datés de 2 950 à 2 600 av. J.-C., les plus jeunes entre 400 et 200 av. J.-C.. 

## Climat
Le climat est toujours influencé par la Méditerranée et est influencé par le lac de Garde situé à proximité, de sorte que le lac ne gèle pas, même en hiver. Les vents qui se produisent régulièrement sur le lac sont caractéristiques, raison pour laquelle la région est également appelée val del Vent. Le lac est donc également connu des véliplanchistes. 
Le climat méditerranéen influence également la flore présente sur le lac, même si l'on trouve des plantes alpines. Outre les oliviers, les chênes verts et les lauriers, il existe divers types de conifères et d'arbres à feuilles caduques sur ses rives, tels que le hêtre. 

## Faune
Dans le lac de Cavedine, on trouve les espèces de poissons suivantes : Coregonus, omble, perche, brochet, Squalius squalus (une espèce présente dans les lacs italiens supérieurs du genre de la chevesne), carpe et tanche. 

## Production d'énergie
Les eaux du lac de Cavedine sont utilisées depuis le début du 20e siècle pour la production d'énergie. À l'extrémité sud-ouest du lac, les eaux sont acheminées sous terre à travers la Marocche jusqu'à la centrale hydroélectrique de Fies au nord de Dro, construite entre 1906 et 1909. La centrale hydroélectrique de Fies a été remplacée au début des années 1960 par la plus grande centrale électrique de Torbole. Pour la nouvelle centrale, l'eau provient de la rive est du lac de Cavedine et passe par un tunnel de 13 759 mètres de long et 5,90 mètres de large jusqu'au-dessus de Torbole. 

## Littérature
Dans le roman Senso de l'écrivain italien Camillo Boito, lors du Risorgimento, filmé en 1954 par Luchino Visconti, le lac de Cavedine reçoit une brève mention.